# 丸文字

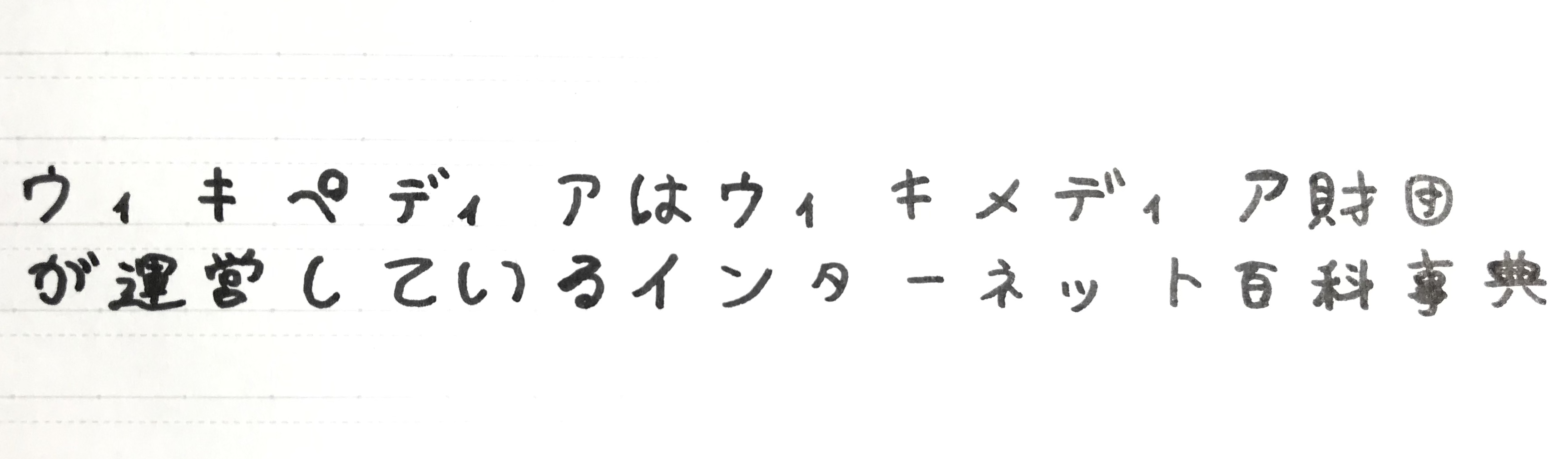
用丸文字書寫的維基百科介紹

丸文字（日语：／ Marumoji */?），或稱圓文字，即文字筆畫轉角呈圓弧狀的日文手寫字体。又稱、「貓字」（ネコ字）、「漫畫字」（まんが字）、「丸字」、「裝可愛文字」（ブリッ子文字）等。

## 特徵
「丸文字」一詞一般指手寫字体，不同於印刷用的圓体。由於日語書寫時是假名漢字混寫，除平假名外文字均有棱有角，圓滑的丸文字可讓文字及文段看起來感覺更柔和。1970年代至1980年代，在小學、中學及高中女生中廣為流行。
当時丸文字有一些獨特的特徵，如書寫（致＊＊）時，會在平假名右半部分加上兩點（〃）。
此後丸文字流行逐漸退潮。儘管現時在各年齡層中，不論男女都有人寫的字類似丸文字，但一般認為這些字只是單純寫得不好。市面上曾售賣過丸文字風格的手寫字體，如1980年代中期流行的純平假名字體。此外，2000年後出現的一些字型，包括字型、結合各種手寫文字特徵製作的「大家的字型」、女性手寫風格的字型等亦繼承了不少丸文字的特徵。

## 歷史
日本記者、作家山根一眞經過近2年調查後，於1986年2月出版書籍《變體少女文字研究 看見文字彼岸的少女》（変体少女文字の研究 文字の向うに少女が見える，講談社）。書中的調查結果指，丸文字（書中稱變体少女文字）誕生於1974年或之前，1978年使用激增。書中認為，丸文字在少女中普及的原因之一，是70年代前半創刊的《an・an》及《non-no》等女性時尚雜誌曾使用一款筆畫末端圓滑的照相排版字体「NAR」（1972年發布）。
1986年，為「推廣對文字文化的熱愛」，写研舉辦「丸字五十音比賽」（マル字五十音コンテスト），4月開始5月截止，第1名獎金10万日元。最終全国有超過2500件作品參賽，獲獎作品於7月23日至29日在東京的銀座伊東屋9階畫廊展示。其中第1名由当時高中3年級女生獲得，写研並於11月將她的作品製成新字体發售（名稱取自獲獎者姓名）。1987年4月，第2名及第3名的作品分別被製成、字體發售。而山根一眞則認為，不同於橫寫時可快速書寫的「變体少女文字」，僅為一款精心設計的「可愛文字」。此外，在發售時期，写研同時發售了基於小貓俱樂部成員永田琉璃子手寫字體製成的字體。
此後亦有一些丸文字被製成收費字体，如另一家照排業者Morisawa1987年5月發布的，及富士通分別於1986年11月及1987年5月向個人機及商用機釋出的文書處理器用丸文字字体軟件等。
1987年6月，写研舉辦「第2回丸字五十音比賽」，共2253人參賽，獲獎作品於8月20日在東京有樂町交通会館展示。第1名由当時19歲的女性獲得，其作品之後被製成字體。
1990年5月23日，《朝日新聞》朝刊刊登文章《停用“丸文字”》《不是“公用文字”》，文章批評有小学教師書寫丸文字，擔心學生模仿。由於讀者反響較大，6月20日文章再次刊登，同時刊登了「為何有棱有角的文字就是正常，只覺得丸文字有問題」等反駁。
1991年11月，《廣辞苑》第4版發售，增加詞語「丸文字」。
PARCO出版的流行調查雜誌《ACROSS》（アクロス）1993年7月号刊登報告，指調查過女性投稿雜誌的明信片及進行街頭訪問後，發現丸文字正逐漸消失，取而代之的是「筆畫末端方方正正，文字有棱有角」的「長体下手上手文字」。至於這一現象的原因，有論點認為可能是1960年代出生的新人類世代主導的裝可愛文化隨著80年代結束而終結，1970年代後半及其後出生的真性團塊青年世代更重視自然及日常，引領的「脱・女子」文化在90年代漸成主流。《AERA》1997年6月30日号亦刊登文章《女子高生中擴散的奇特銳利文字 「丸文字」時代終結》，指丸文字大勢已去，長体下手上手文字及新品種的「Tagging文字」漸趨流行。

## 脚注
1. ↑  . . 2017-07-11  [2019-12-30]. （原始内容存档于2019-12-30） （日语）.
2. ↑  . tenki.jp.   [2019年12月30日]. （原始内容存档于2020年12月1日） （日语）.
3. ↑  . www.itmedia.co.jp.   [2019-12-30]. （原始内容存档于2019-12-30）.
4. ↑  . www.flopdesign.com.   [2019-12-30]. （原始内容存档于2020-10-23）.
5. ↑  . pandachan.jp.   [2019-12-30]. （原始内容存档于2020-02-16）.
6. ↑  INC, SANKEI DIGITAL. . .   [2019-12-30]. （原始内容存档于2019-12-30） （日语）.
7. ↑  . www.jagat.or.jp.   [2019-12-30]. （原始内容存档于2019-11-13）.